# Alia Atréides
Pour les articles homonymes, voir Alia.
Alia Atréides est un personnage de fiction issu du cycle de Dune de l'écrivain Frank Herbert.
Sœur de Paul Atréides, fille de Leto et de Jessica, elle est aussi connue sous le nom de « Sainte Alia du Couteau ».

## Biographie du personnage

### DansDune
Dans Dune, Alia est la fille posthume du duc Leto Atréides et de sa concubine officielle Bene Gesserit, dame Jessica.
Alors qu’elle est encore dans le ventre de sa mère, le fœtus d'Alia subit l'agonie de l'épice (quand Jessica absorbe l'Eau de la vie, une variante de l’Épice), lors d'une cérémonie religieuse au Sietch Tabr en même temps que sa mère, étant alors éveillée à la conscience prématurément.
Alia est donc une « pré-née » et possède une Mémoire Seconde comme les Révérendes Mères du Bene Gesserit, c’est-à-dire qu'elle a accès à la mémoire de ses ancêtres féminins qui « vivent » en elle, dans son esprit. Mais, contrairement aux véritables Révérendes Mères, Alia n’a pas seulement accès à ses ascendants féminins, mais également à la mémoire de tous les hommes qui l’ont précédée, comme son grand-père le baron Vladimir Harkonnen.
Par ailleurs, étant donné qu'elle a été « éveillée » à cette Mémoire Seconde dès sa naissance, son esprit est vulnérable aux tentatives de possessions de ces mémoires, malgré les exercices qu'elle pratique pour renforcer sa psyché : à l'âge adulte, elle sera « possédée » par l’Abomination, en l’occurrence l'esprit de son grand-père maternel, Vladimir Harkonnen.

### DansLe Messie de DuneetLes Enfants de Dune
Dans Le Messie de Dune et Les Enfants de Dune, Alia, sœur de l’empereur Paul Muad-Dib, exerce l'activité de prêtresse, entrant dans des transes afin de déchiffrer l'avenir.
Après l'attentat qui coûte les yeux à son frère Paul, Alia prend en charge la régence de l’Empire, devenant la tutrice des enfants de Paul et Chani, les jeunes Leto II et Ghanima Atréides.
Après l’éveil de la mémoire originale du ghola nommé Hayt, qui retrouve son identité de Duncan Idaho, Alia se marie avec lui. Mais Idaho ne parviendra pas à la sauver de l’Abomination qu'il voit grandir en elle, et qui la mènera à sa perte.

## L'Abomination
Du fait de sa naissance problématique qui l'a fait devenir une « pré-née » (éveillée à la conscience prématurément), Alia, en tant qu’Abomination (être possédé), représente un danger pour l’Empire tout entier.
Dans Les enfants de Dune, Alia, devenue une jeune femme, découvre dans la mémoire de son esprit (dans sa mémoire Seconde) la présence d'un de ses ancêtres, le défunt baron Vladimir Harkonnen, son grand-père, le père caché de dame Jessica.
Bien qu'elle ait tué ce triste personnage lorsqu'elle était enfant, au cours de la révolte d'Arrakeen (dans Dune), Alia finit adulte par suivre les mauvais conseils de la « persona » du baron, contenue dans son esprit, contre la promesse de celui-ci de l'aider à faire taire la multitude des autres voix qui habitent sa conscience et qui la tourmentent depuis sa jeunesse, à cause de son état de faiblesse psychique en tant que « pré-née ».
Le baron commence alors à la manipuler, parlant et agissant par l'entremise du corps d'Alia, prenant progressivement possession du corps de sa descendante. Le but du baron, par cette possession, est de prendre sa revanche sur les Atréides, et notamment sur Alia qui l'avait tuée, ainsi que de pouvoir vivre de nouveau dans un corps de chair, lui permettant dès lors de continuer son existence malfaisante.
Après le départ de l’empereur Paul Muad'Dib dans le désert, rendu infirme à la suite d'un attentat, la régence d’Alia à la tête de l’empire des Atréides se transforme en dictature religieuse. Mais son neveu Leto II, fils de Paul et de Chani et héritier de l’empire avec sa sœur Ghanima, y met fin après avoir entamé sa transformation en Shai-Hulud, le grand ver des sables de Dune.
Paul avait également tenté de mettre fin à la folie d’Alia sous les traits du Prêcheur d’Arrakis, revenu du désert. Mais Alia (manipulée par le baron) l'avait reconnu sous cette nouvelle apparence et l'avait fait assassiner au cours du dernier prêche de Paul, sur l’esplanade de son palais à Arrakeen.
À la fin du roman, Leto II, rendu invincible par sa nouvelle apparence, force l'entrée du palais d'Alia pour s'occuper de sa tante. Mais Alia, dans un dernier sursaut de conscience, choisit de se suicider en se défenestrant, malgré les supplications du baron dans son esprit qui tente de la retenir.

## Œuvres dérivées
Le personnage d'Alia apparaît dans les compléments posthumes Les Chasseurs de Dune et Le Triomphe de Dune de Kevin J. Anderson et Brian Herbert, à la fois comme présence hantant la Mémoire Seconde du ghola du Baron Vladimir Harkonnen (la réciproque de l’Abomination) et comme ghola dans le non-vaisseau en fuite aux côtés de Duncan Idaho et Sheana.
Son ghola sera tué par le ghola du Baron, qui se venge ainsi de la mort que la petite Alia lui avait infligé lors de leurs premières existences.

## Interprètes
Dans le film Dune (1984) de David Lynch, le personnage d'Alia est interprété par l'actrice Alicia Witt.
Dans le film Dune, deuxième partie (2024) de Denis Villeneuve, le personnage d'Alia, incarnée par l'actrice Anya Taylor-Joy, fait une courte apparition, bien que son personnage ne soit pas encore né dans cette adaptation (les évènements se déroulant sur quelques mois dans le film, au lieu de quelques années dans le roman).